# Palla basca

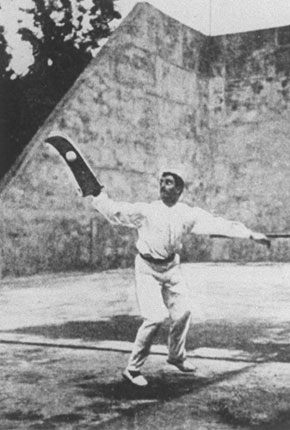
Giocatore di jai alai durante una partita olimpica del 1900

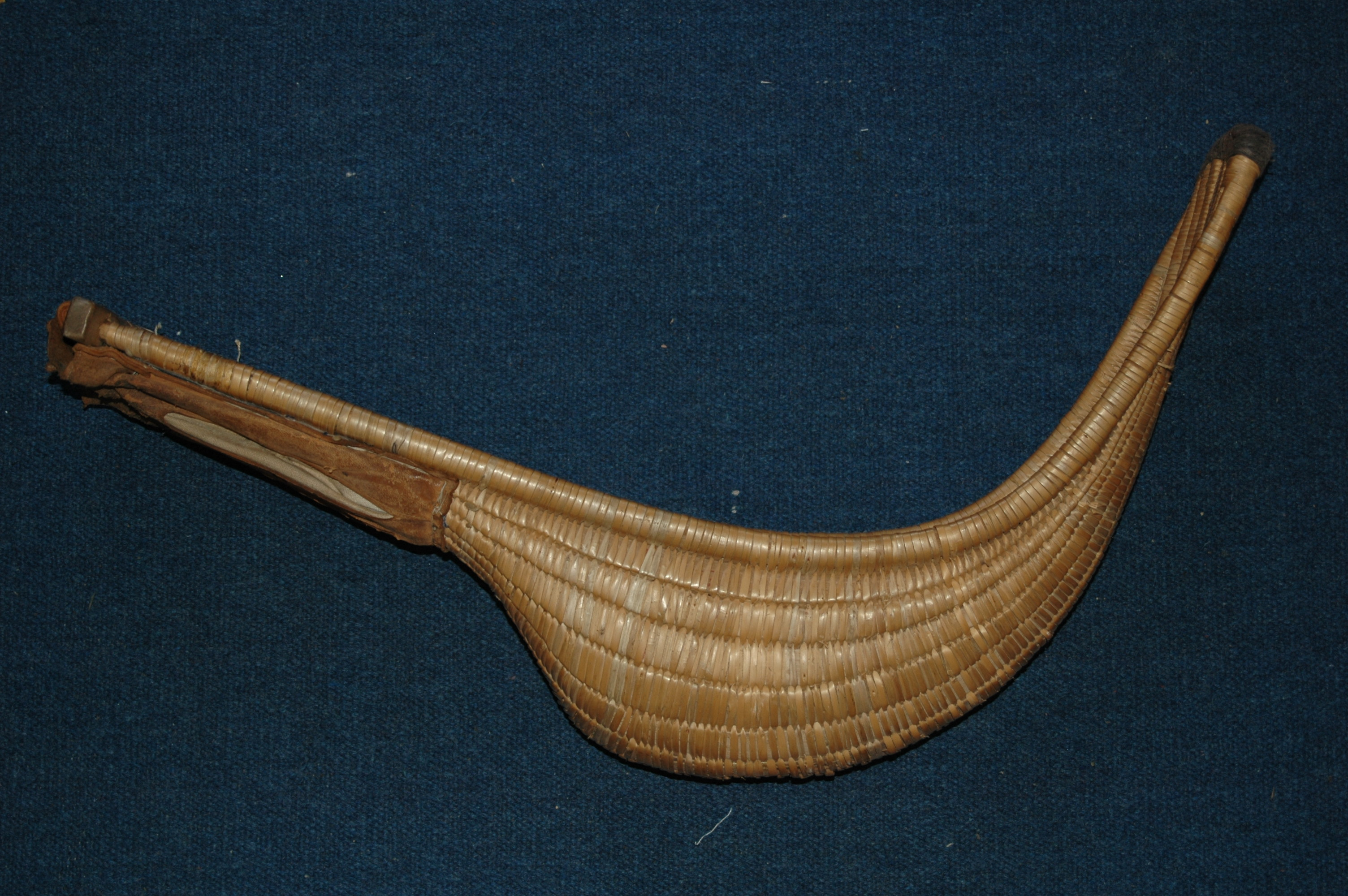
Chìstera

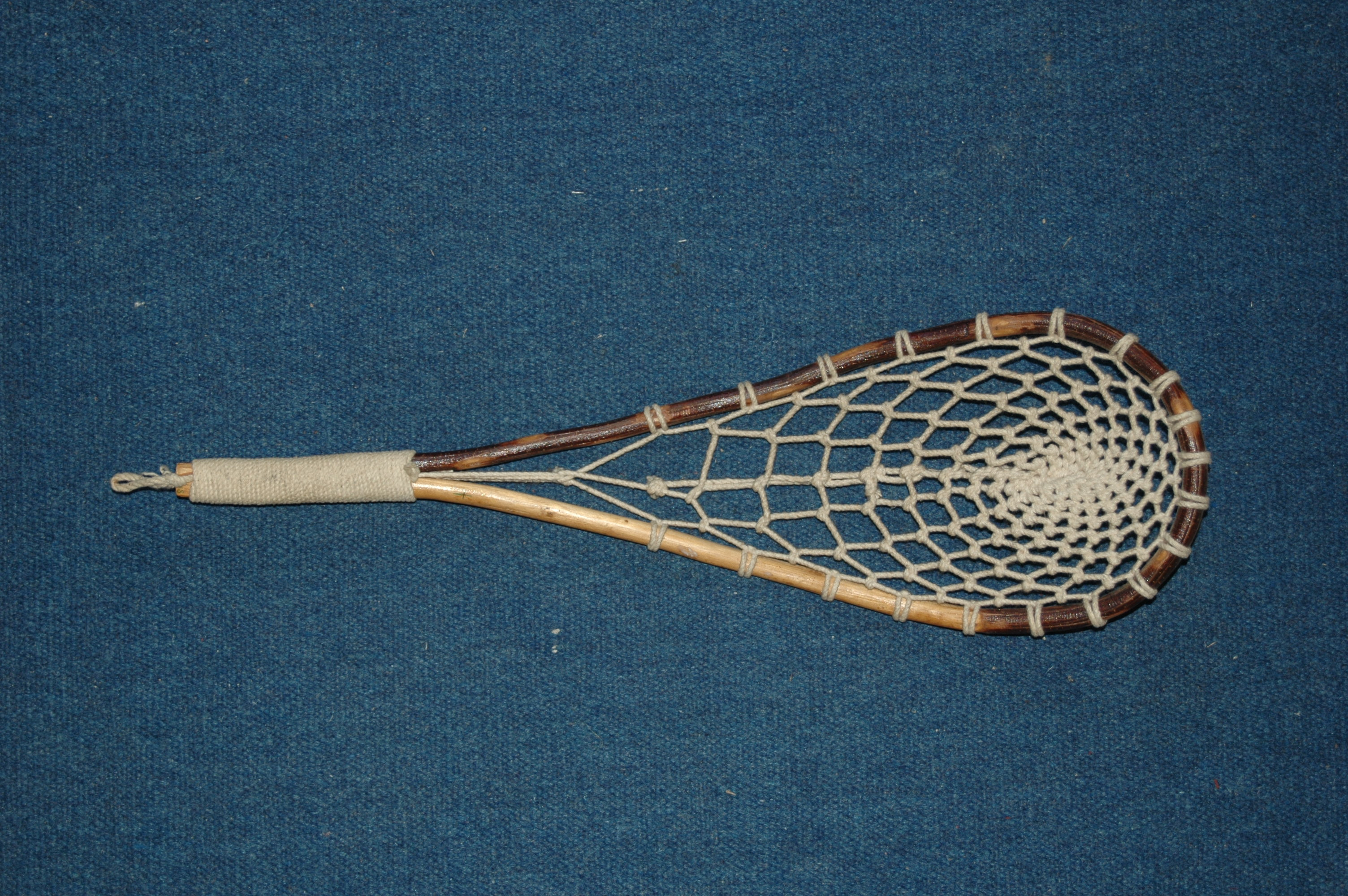
Xare

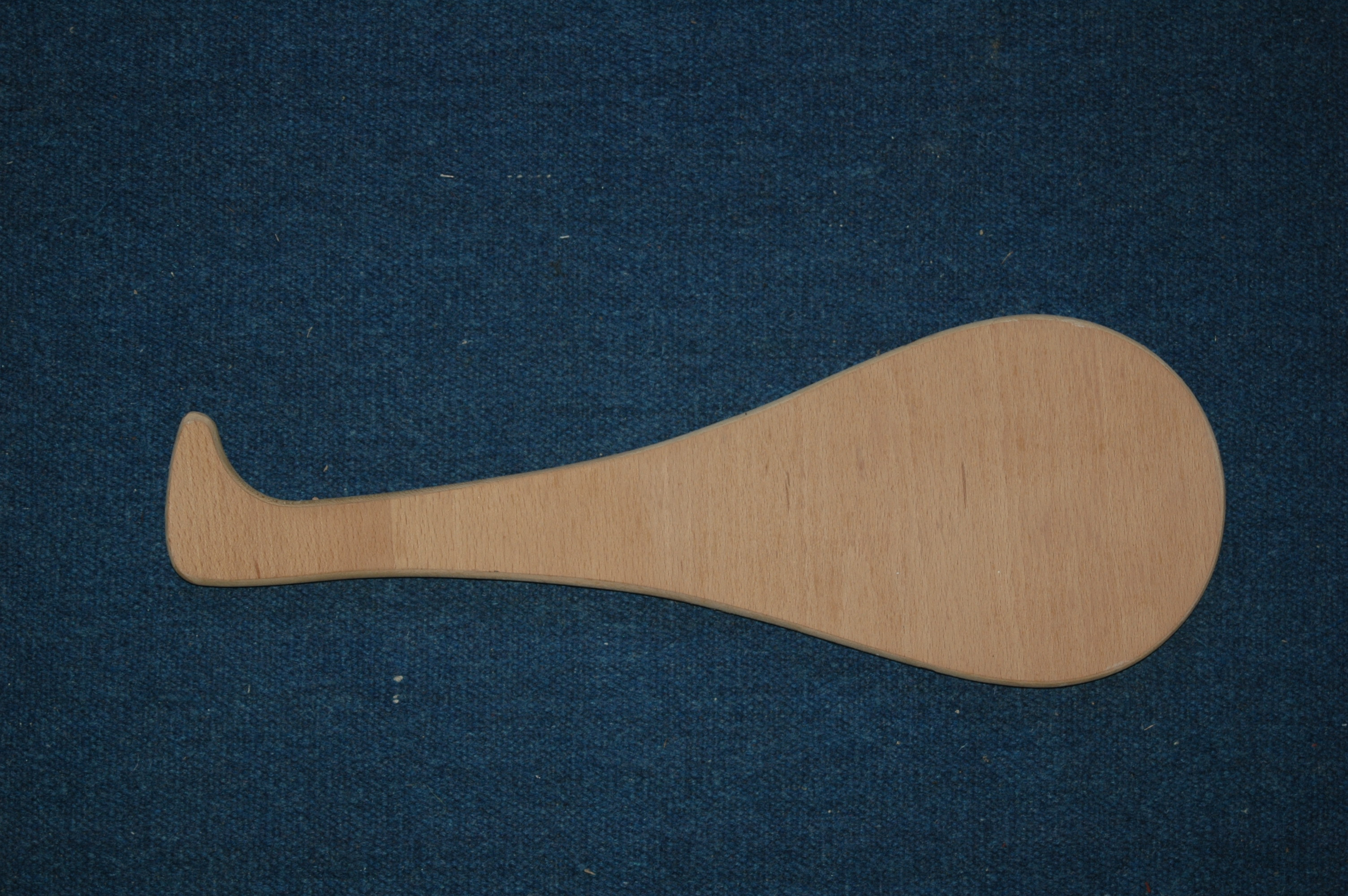
Pala o paleta

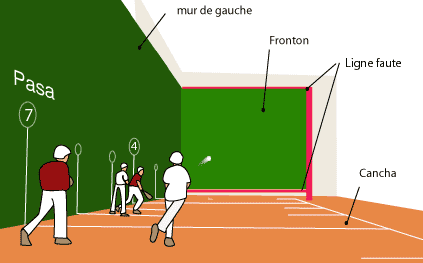
Fronton a sinistra e pubblico a destra

La palla basca (pilota in basco e catalano, pelota in castigliano e pelote in francese) è uno sport sferistico originario del Paese Basco e derivato dalla pallacorda. Le diverse specialità di questo sport sono praticate in molte nazioni, anche se per antica tradizione solitamente primeggiano gli sportivi baschi, residenti in Spagna, Francia e nelle Americhe.
Escluse rare versioni arcaiche (laxoa, pasaka) si gioca in due squadre, lanciando una palla (pelota), contro una parete chiamata frontone o frontón in castigliano, fronton in francese, frontis in basco, frontó in catalano. Accanto a queste caratteristiche comuni, la pelota ha numerose varianti, a seconda della palla usata e dell'attrezzo impiegato.

## Storia
Nell'antichità erano tanti i giochi praticati con palle come l'harpastum romano, comunque la pelota basca fu originata dalla pallacorda (jeu de paume antico, "al guanto") e accertata in forme abbastanza simili alle attuali alla fine del Settecento. Lo jeu de paume, di tradizione francese è lentamente passato di moda, talvolta evolvendosi (tennis, jeu de paume moderno, con la racchetta), mentre è rimasto popolare nelle campagne del Midi francese. Nelle Landes, presso Bordeaux, nonché nei vicini Paesi Baschi il gioco è sopravvissuto, evolvendosi nel caratteristico stile consistente nel far rimbalzare la palla contro un muro. 
La palla, pur somigliando alle palle usate nel baseball e tennis, possiede particolari proprietà di precisione nel rimbalzo: è realizzata artigianalmente con tecniche particolari, che la rendono estremamente elastica e allo stesso tempo dura come un sasso, infatti i giocatori sono spesso obbligati a indossare appositi caschi di protezione. Alcune specialità, come bota luze o mano e paleta, utilizzano palle più soffici o palle di gomma.
Tradizionalmente associate alle varie specialità sono le scommesse che il pubblico basco gradisce enormemente, talvolta organizzate professionalmente con il tipico sistema del totalizzatore (quinielas) e che specialmente negli Stati Uniti hanno incontrato enorme favore tra gli scommettitori abituali di città come Miami, Las Vegas e Reno.
I baschi considerano la pelota il loro sport "nazionale", diffondendolo nel mondo grazie alla loro emigrazione, nella Francia del nord e nelle Americhe. La passione locale è paragonabile solo a quella calcistica in Italia o in Sud America. Praticamente ogni villaggio basco possiede almeno un modesto terreno all'aperto, o un trinquete al coperto.
Importanti impianti sono presenti nelle principali località basche "spagnole" (Gasteiz, Bilbao, Tudela, Guernica), basche "francesi" (Biarritz, Bidart, Saint-Jean-Pied-de-Port, Saint-Jean-de-Luz), a Barcellona, in Navarra (Pamplona), Florida (Miami, Ocala, Dania, Fort Pierce) e nelle città-casinò del Nevada (Las Vegas e Reno), a livello semiprofessionistico o chiaramente professionistico. Impianti a carattere amatoriale di ottima fattura esistono a Parigi, nella Nuova Inghilterra, in Costa Azzurra e un po' dovunque nelle terre basche.
Si organizzano regolarmente incontri internazionali e un campionato mondiale ufficiale.
Nella zona di Valencia è nata una variante locale (pelota valenciana). Va rimarcato che in Sud America, pelota è il nome dato molto spesso informalmente, al baseball, ingenerando talvolta confusione.
In Italia è documentata a Torino la presenza di uno sferisterio di tipo spagnolo che era chiamato trinquete, sito nella via, ormai scomparsa, della Pallacorda. Vi si giocava la palla a bracciale, la pelota e forse la valenciana. L'impianto fu chiuso definitivamente poco prima della seconda guerra mondiale, e demolito.
Gli sferisteri più attivi, per competizioni professionistiche, sono stati per molti anni quello di Milano in via Palermo (che ha cambiato destinazione d'uso in locale per eventi) e quello di Napoli, anche questo scomparso.
Una minima attività di dilettanti è stata rilevata in Italia tra il 1980 e il 2010.

### Il gioco ai Giochi olimpici
La pelota basca è stata inserita nel programma olimpico solamente in un'edizione, in occasione della II Olimpiade a Parigi nel 1900, in coincidenza con l'apice della popolarità internazionale dello sport; poi il "professionismo" di quei tempi indusse il severo CIO di Pierre de Coubertin ad abbandonare la pelota. Il torneo, disputato per la specialità jai alai o cesta punta, fu vinto dalla Spagna; l'argento fu conquistato dalla Francia, mentre il bronzo non fu assegnato, non esistendo altre squadre competitive. Tornei dimostrativi furono in seguito occasionalmente disputati in tre città particolarmente equipaggiate (Parigi, Città del Messico e Barcellona), ma il CIO non ha più ritenuto opportuno riammettere lo sport nel programma ufficiale dei giochi.

## Varietà di gioco
Attraverso i secoli i giocatori si sono sbizzarriti ideando molte varietà di gioco. Tra le varietà più popolari sono: 
- jai alai (in lingua basca, ovvero "festa allegra") o cesta punta (in lingua castigliana, ovvero "cesta appuntita"), praticata con una specie di cesta di vimini di forma affusolata detta chìstera o txistera (anticamente con un bracciale di cuoio),
- pallamano basca, praticata con la mano nuda, appena protetta da particolare fasciatura,  considerata dai "puristi" la sola "autentica" pelota,
- joko-garbi (limpìo) tradizionale e chistera, simili alla cesta punta, ma senza muro a sinistra (vedi) e divieto di atchiki (vedi),
- joko-garbi moderno, indoor, con muro a sinistra,
- xare, praticata con un tipo di racchetta incordata, di tradizione sudamericana,
- frontenis, praticata con racchetta simile a quella da tennis, particolarmente diffusa in Messico,
- paleta, praticata con vari tipi di racchetta piena, solitamente in legno (paleta, pala larga, pala ancha), con balina ossia palla di gomma cava, con goma ossia palla di gomma piena oppure con palla di cuoio regolamentare.

Esistono numerose altre versioni meno diffuse o arcaiche (rebote, remonte, pasoka, laxoa).

## Specialità internazionali
Nonostante il grande numero di varianti, le specialità maggiormente praticate e quindi riconosciute a livello di competizioni internazionali sono 12.
- Mano individuale (Trinquete)
- Mano individuale (Fronton 36 metri)
- Mano di coppia (Trinquete)
- Mano di coppia (Fronton 36 metri)
- Paleta balina (Trinquete)
- Paleta balina (Fronton 30 metri)
- Xare (Trinquete)
- Paleta pelota (Trinquete)
- Paleta pelota (Fronton 36 metri)
- Pala corta (Fronton 36 metri)
- Frontenis (Fronton 30 metri)
- Cesta punta (Fronton 54 metri)

## Le regole del gioco
La pelota si pratica in un'area di gioco, chiamata cancha dagli spagnoli, composta da un terreno delimitato da linee bianche di lunghezza variabile, a seconda della specialità.
Nella cesta punta, la linea più lunga è di 64 metri, il muro frontale, alto circa 9,5 metri e largo circa 10,5 metri, esiste un muro sul lato
lungo a sinistra e un altro muro di "rimbalzo" è posizionato alle spalle dei giocatori, e il gioco è indoor, su campi di cemento "compattato". È il campo da Jai-alai: in italiano si usa il termine sferisterio. Alla destra sulle tribune sta il pubblico, protetto da
una rete o altro sistema di protezione.
Le altre specialità si giocano in campi al coperto più piccoli (trinquete) o all'aria aperta.
Generalmente si segna un punto quando gli avversari perdono il controllo della pelota.
Il gesto atletico necessita di forza e destrezza. Si gioca in modo indiretto: i giocatori devono a ogni turno colpire la palla prima o dopo che tocchi terra con lo scopo di lanciarla nuovamente contro il muro. Il giocatore, quindi la squadra, che non riesce a rilanciare la palla sul muro perde il punto.
Generalmente i punti si calcolano in modo progressivo; più di rado col sistema tipico del tennis o del jeu de paume (15-30-40-gioco). In rare occasioni è possibile assistere al pittoresco spettacolo dei "cantanti", che illustrano il punteggio con una modulata melopea in lingua basca. Generalmente si usano i più prosaici cartelloni, o i segnapunti luminosi.

## Il lessico basilare
Le definizioni tecniche sono normalmente fornite nei vari idiomi basco, spagnolo e francese (es. pilota / pelota / pelote).
- Yo!: grido che annuncia il servizio.
- Bota, saquea: servizio.
- Rebote: rimbalzo frontale.
- Errebote: contro-rimbalzo (sull'eventuale muro di fondo).
- Volea, Aire: volée.
- Ados: parità.
- Falta: "fallo", pelota non valida.
- Berriz: pelota da rigiocare.
- A la novia: ultimo punto (letteralmente, "dedicato alla fidanzata").
- Atchiki: pelota trattenuta illecitamente nella cesta, racchetta di xare, o nella mano.
- Zer da? : palla buona? (reclamo all'arbitro).
- Pumpa: fallo di pelota persa.
- Pik: palla "morta" (considerata valida).

Nella cesta punta è ammessa una leggera trattenuta, vietata nel joko-garbi mentre non è possibile, per ovvi motivi nelle specialità di "pala".

## La pelota nella cultura di massa
Tra il 1880 e il 1920 la popolarità internazionale, il prestigio e i guadagni dei campioni di pelota erano senza pari.
Nonostante le loro umili origini e la scarsa dimestichezza col "mondo", personaggi come "El Chiquito de Eibar" o "Chiquito de Cambo" Apestegi erano spesso invitati da ricchi e aristocratici tifosi.
Scommesse e attenzione mediatica erano ai massimi livelli.
La discreta popolarità del gioco in U.S.A. induce talvolta produzioni cinematografiche e televisive a includere spezzoni di repertorio.
In questo senso si segnala in particolare il noto telefilm degli anni 80 Miami Vice, dove la disciplina della Pelota Basca rientra nella trama dell'episodio Colpo Secco (Kill Shot), terza puntata della terza stagione della serie; oltre a ciò, una scena di Pelota Basca appare anche nella sigla della serie.
In una versione modificata appare tra i giochi a cui il protagonista di Tron deve sottoporsi.
Inoltre, la suddetta disciplina viene praticata da un Bud Spencer "in incognito" in una scena della commedia Pari e dispari, un film che tra l'altro è ambientato anch'esso nella città di Miami.